# Dirofilaria immitis
Dirofilaria immitis, a dirofilariose ou parasita do coração do cão, é uma lombriga parasitária que é transmitida de um hospedeiro para o outro hospedeiro através das picadas de mosquitos. O parasita do coração é um tipo de nematodo, um pequeno verme que provoca dirofilariose. O hospedeiro definitivo é o cão, mas também pode infectar gatos, lobos, coiotes, raposas e outros animais, como furões, leões marinhos e mesmo, em circunstâncias muito raras, os seres humanos. O parasita é comumente designado "heartworm"; No entanto, os adultos muitas vezes residem no sistema arterial pulmonar (artérias pulmonares), além do coração. Exercem um efeito drástico na saúde do animal, pois geram danos nos vasos e tecidos do pulmão. Ocasionalmente, vermes adultos migram para o ventrículo direito do coração e até mesmo para as grandes (artérias) em infecções pesadas. A infecção da dirofilariose pode resultar em grave doença para o hospedeiro, tendo como consequência a morte por insuficiência cardíaca.

## Distribuição
Embora ao mesmo tempo confinado ao sul dos Estados Unidos, o verme do coração agora se espalhou para quase todos os locais onde seu vetor, o mosquito, é encontrado. A transmissão do parasita ocorre em todos os Estados Unidos (casos foram até mesmo relatados no Alasca), e as regiões mais quentes do Canadá. As maiores taxas de infecção são encontradas dentro de cerca de 241km da costa do Texas para Nova Jersey, e ao longo do rio Mississippi e seus afluentes principais.  Também foi encontrado na América do Sul,, Europa do sul, Sudeste Asiático, no Médio Oriente, Austrália, Coreia, e Japão. Já no Brasil podemos ter uma noção por base de estatísticas, são elas: A D. immitis tem distribuição cosmopolita, mas no Brasil as regiões que possuem maior prevalência são Maranhão (46%), São Paulo (14,2%), Rio de Janeiro (13,8%), Minas Gerais (9,4%), Cuiabá (9,62%) e Alagoas (3,1%).

## Curso da infecção

Ciclo de vida do D. immitis

Os vermes do coração do cão passam por diversas fases ao longo da vida antes de se tornarem adultos e enfim infectarem a artéria pulmonar do animal hospedeiro. Os vermes exigem que o mosquito faça um estágio intermediário para completar seus ciclos de vida. A taxa de desenvolvimento no mosquito é dependente da temperatura, exigindo cerca de duas semanas de temperatura acima de 27 ° C (80 ° F). Abaixo de uma temperatura limiar de 14 ° C (57 ° F), o desenvolvimento não pode ocorrer, e o ciclo é interrompido. Como resultado, a transmissão é limitada ao tempo quente, e a duração da estação de transmissão varia geograficamente. O período entre a infecção inicial quando o cão é mordido por um mosquito e a maturação dos vermes em adultos que vivem no coração leva de seis a sete meses em cães e é conhecido como o "período pré-patente".
Após a infecção, as larvas do terceiro estágio (L3) depositadas pelo mosquito crescem por uma semana ou duas e mudam para a quarta fase larval (L4) sob a pele no local da picada do mosquito. Em seguida, eles migram para os músculos do tórax e abdômen, e 45 a 60 dias após a infecção, mudam para o quinto estágio ((L5), adulto imaturo). Entre 75 e 120 dias após a infecção, estes vermes imaturos entram na corrente sanguínea e são transportados através do coração para residir na artéria pulmonar. Ao longo dos próximos três a quatro meses, eles aumentam muito em tamanho. O verme adulto fêmea tem cerca de 30 cm de comprimento, e o macho tem cerca de 23 cm, com uma cauda enrolada. Sete meses após a infecção, os vermes adultos acasalam e as fêmeas começam a dar à luz ao jovem vivo, chamado microfilariae.
As microfilárias circulam na corrente sanguínea por até dois anos, esperando o próximo estágio em seu ciclo de vida no intestino de um mosquito sanguessolente. Quando ingeridas por um mosquito, as microfilárias são submetidas a uma série de mudanças para o terceiro estágio larvário infeccioso, e então migram para as glândulas salivares do mosquito, onde esperam para infectar outro hospedeiro. O período de incubação necessário para atingir a fase em que as microfilárias se tornam transmissíveis a outro hospedeiro pode ser tão pequeno quanto duas semanas ou até seis semanas, dependendo do clima o ciclo de vida da larva pode cessar completamente se a temperatura ambiente cair abaixo 14 ° C (57 ° F).

## Hospedeiros

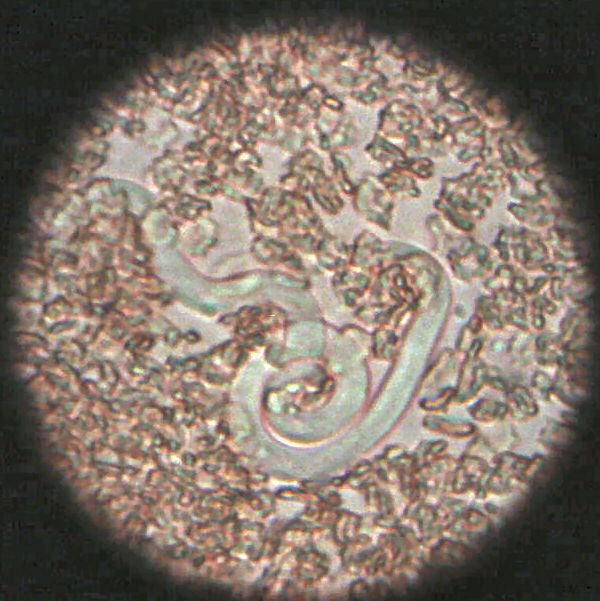
Microfilaria (com um aumento de 400x)

- Cachorro
- Gato
- Lobo
- Coiote
- Raposa
- Furão
- Leão Marinho
- Leopardo Africano[14]
- Humanos (raro)[15]
- Castor
- Réptil

## Sinais clínicos de infecção
As manifestações clínicas dependem do tipo de resposta imune estimulada pelo parasita. Os cães não mostram nenhuma indicação de infecção por dirofilariose durante o período pré-patente de seis meses anterior à maturação dos vermes, e os testes diagnósticos atuais para a presença de microfilárias ou antígenos não podem detectar infecções pré-patentes. Raramente, as larvas migradoras do dirofilário ficam "perdidas" e terminam em locais incomuns, como olho, cérebro ou artéria da perna, o que resulta em sintomas incomuns como cegueira, convulsões e claudicação, mas normalmente até as larvas maduras que se reúnem dentro do coração, não produzem sintomas ou sinais de doença.
Muitos cães mostram pouco ou nenhum sinal de infecção mesmo depois que os vermes se tornam adultos. Estes animais geralmente têm apenas uma infecção leve e vivem um estilo de vida bastante sedentário. No entanto, cães ativos e aqueles com infecções mais pesadas podem mostrar os sinais clássicos da doença dirofilariose. Os primeiros sinais incluem tosse, especialmente no exercício e exaustão precoce após o exercício. Nos casos mais avançados onde muitos vermes adultos já se alojaram no coração sem tratamento, os sinais de progresso para a perda de peso grave, desmaios, tosse sangue e, finalmente, insuficiência cardíaca congestiva.